# General Toshevo
General Toshevo (en búlgaro: Генерал Тошево) es una ciudad de Bulgaria, capital del municipio homónimo en la provincia de Dobrich.

## Geografía
Se encuentra a una altitud de 224 m s. n. m. a 503 km de la capital nacional, Sofía.

## Demografía
Según estimación 2012 contaba con una población de 6 693 habitantes.
|         | 2004  | 2005  | 2006  | 2007  | 2008  | 2009  | 2010  |
| Mujeres | 3 855 | 3 827 | 3 780 | 3 737 | 3 694 | 3 641 | 3 564 |
| Varones | 3 763 | 3 703 | 3 672 | 3 613 | 3 564 | 3 489 | 3 415 |
| Total   | 7 618 | 7 530 | 7 452 | 7 350 | 7 258 | 7 130 | 6979  |